# Трёхколлекторный паровой котёл
Трёхколлекторный паровой котёл (англ. Three-drum boiler) — разновидность водотрубных паровых котлов, нашли широкое применение в судовых энергетических установок кораблей и судов с конца XIX века. Благодаря небольшим размерам и значительной мощности они были распространены при строительстве кораблей в XIX—XX веках.

## Определение
Фундаментальной характеристикой «триколекторного» дизайна является расположение парового барабана выше двух водяных барабанов, в треугольной компоновке. В этих типах паровых водотрубных котлов паровой коллектор соединяется с двумя водяными коллекторами пучками парообразовательных труб, в результате чего корпус котла имеет ярко выраженную А-образную форму. Газы, образующиеся при сгорании топлива в топке, разделяются на два потока и омывают трубы двух испарительных пучков. Внутри трубных пучков испаряющей части могут располагаться трубы пароперегревателя (как с одной, так и с обеих сторон). Если пароперегреватель расположен в одном газоходе, то котел относится к асимметричного типа котлов, если в двух — к симметричному. Размещение пароперегревателя в одном из газоходов котла позволяет регулировать температуру отбираемого перегретого пара с помощью газового шибера.
Водопроводные трубы заполняют две стороны этого треугольника между барабанами, и печь находилась в центре конструкции. Весь агрегат потом собирался в кожух, на горе размещались дымогарные трубы.
В качестве топлива котлы использовали уголь или нефть; много угольных котлов используются одновременно несколько топок и команд кочегаров, часто с обоих концов парового котла.

### Разновидности трёхколекторных паровых котлов
- котёл Дю Тампля (англ. du Temple boiler)
- котёл Уайта-Форстера (англ. White-Forster boiler)
- Нормандский котёл (англ. Normand boiler)
- котёл Торникрофта (англ. Thornycroft boiler)
- котёл Торникрофта-Шульца (англ. Thornycroft-Schulz boiler)
- котёл Шульце-Торникрофта (нем. Schulz-Thornycroft Kessel)
- котёл Шульца (нем. Schulz Kessel)
- Котёл Ярроу[англ.]
- котёл Мамфорд (англ. Mumford boiler)
- котёл Вулнау (англ. Woolnough boiler)
- Адмиралтейский котёл (англ. Admiralty boiler)